# Rheingold (band)
Rheingold was een Neue Deutsche Welle-band uit Düsseldorf, die actief was van 1980 tot 2019. Bekende platen zijn: Rheingold/Staigerwalzer (1980), Fluß (1980), Graffitis (1980), FanFanFanatisch (1981), Dreiklangsdimensionen (1981-1982), Das Steht Dir Gut (1982), Via Satellit (1983), Computerbeat (1984), Nackt Im Wind (1985).

## Bezetting
Rheingold bestond uit Bodo Staiger (27-10-1949 - 4 december 2019, zang & gitaar), Lothar Manteuffel (tekst) en Brigitte Staiger-Kunz (keyboard).

## Carrière
Tussen 1980 en 1984 bracht Rheingold drie lp’s met Duitstalige electropop uit. Tot de grootste successen behoorden de titels Dreiklangsdimensionen, Fluß en FanFanFanatisch (de muziek bij de film Der Fan, met Désirée Nosbusch en Rheingold-zanger Bodo Staiger in de hoofdrollen). In de Duitse singleparade bereikte Rheingold een 17e plaats met Dreiklangsdimensionen, de 24e plaats met FanFanFanatisch en de 44e plaats met Das steht dir gut. Dreiklangsdimensionen was de eerste NDW-single die in oktober 1981 in de Duitse Top 20-lijsten verscheen.
Lothar Manteuffel werd in 1992 een deel van het duo Elektric Music, samen met de voormalige Kraftwerk-muzikant Karl Bartos. In 2009 was hij als keyboardspeler op tournee met Peter Heppner. In 1984, bij een van de laatste tv-optredens van de band bij de BR, werkte Rolf Meurer op keyboards mee. Later werd hij sound-&-stage-designer bij Kraftwerk.
Bodo Staiger richtte in 1988 de Rheinklang-Studio in Düsseldorf op, waarin hij als producer en geluidstechnicus aan de slag ging. Hij werkte in 1997 mee bij de productie van een soloalbum van de toenmalige Kraftwerk-muzikant Wolfgang Flür, dat verscheen onder de projectnaam Yamo.
In 2007 verscheen in de oorspronkelijke bezetting het album Electric City (Düsseldorfer Schule) met coverversies van Düsseldorfer electropopbands uit de jaren 70, 80 en 90, onder andere Fehlfarben, Kraftwerk, La Düsseldorf en Propaganda.

## Discografie

### Albums
- Rheingold (lp 1980, cd 1991, cd met bonustracks 2005)
- R. (lp 1982, cd 1993, cd met bonustracks 2005)
- Dis-Tanz (lp 1984)
- Electric City - Düsseldorfer Schule (mp3-download 2007, cd 2008)
- Best of Rheingold (mp3-download 2010)
- Im Lauf der Zeit (cd 2017)

### Singles
- Rheingold/Staigerwalzer (7", 1980)
- Fluß (7", 1980)
- Dreiklangsdimensionen (7" en 12", 1980)
- Sonido Tridimensional/Rio (12", 1980, Spaanse versies van Dreiklangsdimensionen/Fluß)
- Triad Dimensions/River (12", 1980, Engelse versies van Dreiklangsdimensionen/Fluß)
- Dreiklangsdimensionen Remix (12" en CD5, 1990, twee remixes)
- Dreiklangsdimensionen 2001 (12" en CD5, 2001, meerdere dj-remixes)
- Dreiklangsdimensionen New Mixes (mp3-download 2010, vier nieuwe remixes)
- FanFanFanatisch (7" en 12", 1981)
- FanFanFanatic/River/Triad Dimensions (7" en 12", 1982, Engelse versies van FanFanFanatisch/Fluß/Dreiklangsdimensionen)
- Das steht dir gut (7" en 12", 1982)
- Looks Good On You/A Moment’s Glance (7" en 12", 1982, Engelse versies van Das steht dir gut/Augenblick)
- Te Sienta Bien (7" en 12", 1983, Spaanse versie van Das steht dir gut)
- Via Satellit (7" en 12", 1983)
- Computerbeat (7" en 12", 1984)

## Hitlijsten

### Albums
| Album met eventuele hitnotering(en) in de Nederlandse Album Top 100 | Datum van verschijnen | Datum van binnenkomst | Hoogste positie | Aantal weken | Opmerkingen |
| ------------------------------------------------------------------- | --------------------- | --------------------- | --------------- | ------------ | ----------- |
| Rheingold                                                           | 1980                  | 29-05-1982            | 42              | 3            |             |

### Singles
| Single met eventuele hitnotering(en) in de Nederlandse Top 40 | Datum van verschijnen | Datum van binnenkomst | Hoogste positie | Aantal weken | Opmerkingen                                           |
| ------------------------------------------------------------- | --------------------- | --------------------- | --------------- | ------------ | ----------------------------------------------------- |
| Dreiklangsdimensionen                                         | 1980                  | 29-05-1982            | 20              | 5            | #19 in de Nationale Hitparade / #20 in de TROS Top 50 |

| Single met hitnotering(en) in de Vlaamse Ultratop 50 | Datum van verschijnen | Datum van binnenkomst | Hoogste positie | Aantal weken | Opmerkingen              |
| ---------------------------------------------------- | --------------------- | --------------------- | --------------- | ------------ | ------------------------ |
| Dreiklangsdimensionen                                | 1980                  | 20-03-1982            | 14              | 4            | #15 in de Radio 2 Top 30 |